# 興記煲仔飯
興記煲仔飯（正式名稱為興記菜館）是香港一家著名食肆，位於九龍油麻地，集中在廟街及旁邊的鴉打街設有5間分店，以售賣煲仔飯及煎蠔餅而著名，吸引當地居民及外地遊客光顧。其煲仔飯的特色除了是使用非炭爐製作之外，還以比香港其他煲仔飯更廉價作招徠。該店的桌椅大多放在戶外，佔了半條街道的空間作為行人通道，並好多年無再架起了帳篷以防高空擲物。
興記煲仔飯於1980年開業，初時只供應4款煲仔飯，現在則提供42款。

## 外部連結
- Openrice：興記煲仔飯 （页面存档备份，存于）
- 油麻地廟街美食 興記菜館煲仔飯專賣店 （页面存档备份，存于）